# معهد المعلمين العالي
تأسَّسَ معهد المعلمين العالي عام 1961 بموجب اتفاقية أبرمت بين وزارة التربية السودانية ومنظمة الأمم المتحدة للتربية والعلم والثقافة (اليونسكو) وقد نصت الإتفاقية على أن تتولى وزارة التربية الإشراف على النواحي الأكاديمية و المهنية. يقعُ المعهد في مقر الكلية الحالي في شارع الوادي بأم درمان.

## تاريخ
في نوفمبر من عام 1954م طلبت الحكومة السودانية من لجنة دولية تقديم توصيات في أمور التعليم الثانوي وتوجيه الحكومة إلى أفضل الطرق لإصلاحه والتوسع فيه. رفعت اللجنة تقريرها في فبراير 1955م إلى وزير المعارف آنذاك وذكرت أهمية إنشاء معهد عالٍ لتدريب معلمي المدارس الثانوية وتطوير البحث التربوي. وبناءً على تقرير اللجنة فقد تم إنشاء معهد المعلمين العالي بأم درمان في عام 1961م بالتعاون مع منظمة اليونسكو والبنك الدولي. وتخرجت لأول دفعة من الطلاب منه عام 1965م بدرجة الدبلوم بعد أن قضوا أربع سنوات في الدراسة العلمية والمهنية.
وفي عام 1968م اتفقت وزارة التربية وجامعة الخرطوم على إلحاق المعهد بجامعة الخرطوم أكاديمياً، وآل الإشراف الأكاديمي إلى مجلس أساتذة جامعة الخرطوم، وأصبحت الجامعة تمنح الدرجات الجامعية للخريجين اعتبارا من عام 1971م، وظل الإشراف الإداري والمالي مسؤولية وزارة التربية. وفي عام 1974م ضم المعهد إلى جامعة الخرطوم بشكل كامل وتغير اسمه ليصبح كلية التربية، وآلت إليها كل المسؤوليات وممتلكات معهد تدريب المعلمين العالي».

## سياسة القبول
تقومُ سياسة القبول في المعهد على قبول الطلاب أصحاب المعدلات العالية وتحفيزهم براتب شهري مجزي وتوفيرالسكن لهم والمرافق الأساسية. وافقَ مجلس جامعة الخرطوم في يوليو عام 1974 على إنشاء كلية للتربية، فتم تحويل معهد المعلمين العالي إلى كلية التربية التابعة لجامعة الخرطوم لتصبح أول كلية للتربية في السودان على المستوى الجامعي وتم سحب الحافز المالي من الطلاب. 